# Phases de l'apprentissage
Les phases de l'apprentissage sont les états successifs à travers lesquels un individu doit passer pour atteindre un apprentissage complet et durable.

## Les phases de l'apprentissage
Les phases de l'apprentissage sont :
L'acquisition
Cette phase consiste à induire chez un individu l’apprentissage d’un comportement ou d’une habileté qui n’est pas dans son répertoire comportemental (Malcuit, Pomerleau et Maurice, 1995). Ce comportement peut être nouveau ou encore présenté sous une nouvelle forme. 
L'aisance
Cette phase se traduit par l’émission du comportement acquis avec facilité et rapidité. 
La rétention
Cette phase se traduit par le maintien du comportement lors d’épisodes subséquents en présence de la tâche ou de l’occasion comportementale. Cette phase vérifie si la performance comportementale n’est pas affectée après une absence de stimulation ou de l’espacement des périodes de pratique. 
La résistance/endurance
Cette phase vérifie si l’individu peut émettre le comportement en situations adverses. On peut mesurer la force d’acquisition d’un comportement par conditionnement répondant et opérant en mesurant la résistance à l’extinction (Malcuit, Pomerleau et Maurice, 1995).
Le transfert
Cette phase implique une décontextualisation et une recontextualisation de l’apprentissage d’un comportement ou d’une habileté. Elle est vérifiée par la généralisation dans le temps et dans l’espace du comportement acquis. Le transfert comporte quatre catégories :
- le transfert positif est lorsque le comportement acquis facilite ou améliore l’apprentissage ou l’exécution d’un deuxième comportement ;
- le transfert négatif est lorsque l’apprentissage du comportement antérieur entrave l’apprentissage d’un comportement subséquent et différent ;
- le transfert spécifique se produit lorsque l’acquisition d’une première tâche d’apprentissage facilite l’acquisition des comportements de la deuxième tâche ;
- le transfert non spécifique ressemble au transfert spécifique mais est plus général, l’apprentissage d’une tâche quelconque aide à l’acquisition d’une autre tâche.

Une réflexion approfondie sur le sujet complexe du transfert d'apprentissage a été mené par la psychologie cognitive pour l'enseignant.
L’application
L’étape ultime de l’apprentissage implique l’émission d’un comportement dans un nouvel opérant différent de celui apparu dans la situation d’apprentissage de départ.